# El Loco (álbum de ZZ Top)
El Loco es el séptimo álbum de estudio de la banda estadounidense de blues rock ZZ Top, publicado en 1981 por el sello Warner Bros. Con este trabajo, el grupo demostró los primeros toques de su nuevo sonido el que fue terminado con el posterior disco Eliminator de 1983.
Obtuvo el puesto 17 en la lista Billboard 200 y además fue certificado con disco de oro en los Estados Unidos al superar las quinientas mil copias vendidas. Para promocionarlo fueron lanzados los sencillos «Leila», que se posicionó en el puesto 77 de la lista Billboard Hot 100, «Tube Snake Boogie», que obtuvo el cuarto lugar en la lista Mainstream Rock Tracks y «Pearl Necklace» que también ingresó en la lista Mainstream en el puesto 28.

## Lista de canciones
Todas las canciones escritas por los artistas de la banda: Billy Gibbons, Dusty Hill y Frank Beard.

| N.º | Título                     | Duración |  |
| 1.  | «Tube Snake Boogie»        | 3:03     |  |
| 2.  | «I Wanna Drive You Home»   | 4:44     |  |
| 3.  | «Ten Foot Pole»            | 4:19     |  |
| 4.  | «Leila»                    | 3:13     |  |
| 5.  | «Don't Tease Me»           | 4:20     |  |
| 6.  | «It's So Hard»             | 5:12     |  |
| 7.  | «Pearl Necklace»           | 4:02     |  |
| 8.  | «Groovy Little Hippie Pad» | 2:40     |  |
| 9.  | «Heaven, Hell or Houston»  | 2:32     |  |
| 10. | «Party on the Patio»       | 2:49     |  |

## Músicos
- Billy Gibbons: voz y guitarra eléctrica
- Dusty Hill: bajo, coros, teclados, voz principal en «Party on the Patio» y covoz en «Don't Tease Me»
- Frank Beard: batería y percusión